# Torrecilla de Alcañiz (kommunhuvudort)
Torrecilla de Alcañiz är en kommunhuvudort i Spanien.   Den ligger i provinsen Provincia de Teruel och regionen Aragonien, i den östra delen av landet, 300 km öster om huvudstaden Madrid. Torrecilla de Alcañiz ligger 451 meter över havet och antalet invånare är 474.
Terrängen runt Torrecilla de Alcañiz är platt norrut, men söderut är den kuperad. Runt Torrecilla de Alcañiz är det glesbefolkat, med 14 invånare per kvadratkilometer. Närmaste större samhälle är Alcañiz, 10,5 km norr om Torrecilla de Alcañiz. Trakten runt Torrecilla de Alcañiz består till största delen av jordbruksmark.